# Alex Pereira
Alex Sandro Silva Pereira (São Bernardo do Campo, 7 juli 1987) is een Braziliaans MMA-vechter en kickbokser. Hij was de wereldkampioen lichtzwaargewicht en middengewicht bij de UFC. Daarvoor was hij Glory-kampioen in het middengewicht en lichtzwaargewicht. 

## Carrière

### Kickboksen
Pereira groeide op in een favela en stopte op 12-jarige leeftijd met de middelbare school om in een bandenwinkel te gaan werken. Onder invloed van zijn collega's begon hij te drinken en werd uiteindelijk alcoholist. In 2009 begon hij met kickboksen om van zijn verslaving af te komen.
In maart 2014 won Pereira een Glory-middengewichttoernooi in Zagreb, door Dustin Jacoby knock-out te slaan in de eerste ronde en Sahak Parparyan te verslaan middels een meerderheidsbesluit in de finale. In april 2014 vocht hij weer in een Glory-middengewichttoernooi, maar verloor in de kwartfinale van de uiteindelijke kampioen Artem Levin. Pereira won tweemaal van Israel Adesanya in 2016 en 2017. 

#### Glory-kampioen
In oktober 2017 werd Pereira de Glory-kampioen in het middengewicht na het verslaan van Simon Marcus middels een unanieme jurybeslissing. Na vier opeenvolgende succesvolle titelverdedigingen (tegen Yousri Belgaroui, Simon Marcus en Jason Wilnis),  nam Pereira het op tegen Donegi Abena voor de interim-titel in het lichtzwaargewicht. Pereira won het gevecht middels een knock-out in de derde ronde en werd de eerste dubbele kampioen van Glory. Vervolgens verdedigde hij zijn middengewichttitel in december 2019 tegen Ertugrul Bayrak, die hij in de eerste ronde knock-out sloeg.
In januari 2021 vocht Pereira voor de Glory-lichtzwaargewichttitel tegen Artem Vakhitov in Rotterdam Ahoy. Hij won het gevecht middels een verdeelde jurybeslissing en werd de eerste vechter in de geschiedenis van Glory die houder was twee titels tegelijkertijd. In september 2021 vocht hij opnieuw tegen Vakhitov en verloor de rematch middels een meerderheidsbesluit.

### MMA
Pereira maakte zijn mixed martial arts-debuut in 2015, waarin hij verloor in de derde ronde door middel van een submissie. Vervolgens won hij twee gevechten in 2016 en een gevecht in 2020.

#### UFC
In november 2021 maakte Pereira zijn debuut bij de organisatie Ultimate Fighting Championship (UFC) tegen Andreas Michailidis. Hij won het gevecht middels een technische knock-out (TKO) in de tweede ronde. In maart 2022 won hij van Bruno Silva door unanieme beslissing. In juli 2022 versloeg hij Sean Strickland door een knock-out in de eerste ronde.
Op 12 november 2022 nam Pereira het op tegen de UFC-kampioen middengewicht Israel Adesanya tijdens UFC 281 in de Madison Square Garden. Pereira won het gevecht door middel van een technische knock-out in de vijfde ronde en werd de nieuwe UFC-middengewichtkampioen. In april 2023 kwam er een rematch tegen Adesanya, die Pereira verloor op knock-out in de tweede ronde.
Na dit gevecht kondigde Pereira aan dat hij de overstap ging maken naar de lichtzwaargewichtdivisie (tot 93 kilo). In juli 2023 nam hij het op tegen voormalig UFC-kampioen lichtzwaargewicht Jan Błachowicz en won het gevecht op basis van een verdeelde jurybeslissing. In november 2023 vocht hij tegen de eveneens voormalig kampioen Jiří Procházka voor de vacante UFC-lichtzwaargewichttitel. Pereira won het gevecht middels een technische knock-out in de tweede ronde. Door deze overwinning werd hij de negende vechter in de UFC-geschiedenis die kampioen werd in twee verschillende gewichtsklassen.
Pereira had zijn eerste titelverdediging tegen voormalig kampioen Jamahal Hill tijdens UFC 300 op 13 april 2024. Pereira sloeg Hill in de eerste ronde knock-out met een linkerhoek. Op 29 juni 2024 nam hij het opnieuw op tegen Jiří Procházka, een gevecht dat hij twee weken van tevoren aannam. Pereira won het gevecht op TKO na een hoge trap tegen het hoofd gevolgd door stoten in de tweede ronde. Op 5 oktober 2024 verdedigde hij zijn titel voor de derde keer tegen Khalil Rountree Jr. en won door middel van een TKO in de vierde ronde.